# 王様の本
王様の本（おうさまのほん）は、石川県を中心に展開していた日本の書店である。
本店は石川郡野々市町（現:野々市市）にあった。

## 概要
1976年（昭和51年）に創業する。
全盛期には県内で8店舗を運営。1999年2月期には売上高32億6,400万円を計上していたが、2001年2月期には約18億2,000万円まで落ち込む。
2003年4月10日、全ての店舗の営業を停止し、その後倒産する。帝国データバンクによると、負債は約21億9300万円であった。地元では名の知れた書店であり「サマホン」と略された。書籍の他、雑誌、文具、雑貨、CD&DVDが売られており、文具・雑貨500円を購入ごとにメルシー券（サービス券）10円分がつくサービスを行っていた。

## かつて存在した店舗
- 本店 - 石川郡野々市町扇ヶ丘4-3
- 駅西店 - 金沢市南新保町41街区3
- 桜田店 - 金沢市桜田町2-40
- 松任店 - 白山市徳丸357-1
- 小松店 - 小松市大領町ワ284-1
- 加賀店 - 加賀市西島町30
- 羽咋店 - 羽咋市石野町ホ90